# Praomys mutoni
Praomys mutoni là một loài động vật có vú trong họ Chuột, bộ Gặm nhấm. Loài này được Van der Straeten & Dudu mô tả năm 1990.